# Brahmajālasutta
 (août 2014).
Ne doit pas être confondu avec Brahmajala Sutra.
Le Brahmajālasutta ( « Sūtra du filet de Brahmā » en pāli) est un texte attribué, comme tous les sūtras, à Gautama Bouddha. Il est le premier sutta du Dīgha Nikāya, la collection des sūtras longs, faisant partie du Sutta Pitaka (la « Corbeille des suttas ») du Tipitaka. Il se trouve dans la partie intitulée Silakkhandha Vagga. Le sutra traite de la question des préceptes, puis il critique soixante-deux théories qui avaient cours à l'époque du Bouddha.
Le Brahmajālasutta ne doit pas être confondu avec le texte du même titre, Brahmajala Sutra, lequel est un sūtra du bouddhisme mahâyâna.

## Analyse du contenu
Le sutra peut être divisé en deux parties.
Dans la première, le Bouddha se trouve dans le bois d'Ambalatthika, où il s'adresse à l'ascète Supiyya et son disciple Brahmadatt dans le but d'apaiser leur désaccord sur les mérites et les démérites du Bouddha. Il leur explique que certains le loue parce qu'il respecte les préceptes moraux (sîla), ce qui équivaut à s'abstenir de commettre de mauvaises actions. Il développe cette question en donnant trois listes (courte, moyenne, longue) de préceptes. À noter que ces listes se retrouvent dans plusieurs sûtras de la section Silakkhandha Vagga.
Dans la deuxième partie, le Bouddha présente soixante-deux théories — qu'il rejette — qui concernent l'existence du soi (âtman), qui sont défendues par des shramanes et des brahmanes. Elles sont classées par le Bouddha en différentes catégories, et qui concernent l'éternalisme, le nihilisme, le caractère fini ou infini de l'univers... Le Bouddha montre la fausseté de chacune d'entre elles, et expliquent qu'elles sont sources du désir (ou de la soif, trishna) si bien, explique-t-il, que les individus sont pris dans le filet de ces doctrines erronées, tout comme les poissons dans le filet du pêcheur.
Le sutra se termine alors par cette question d'Ānanda:  « C'est merveilleux, vénérable seigneur, c'est merveilleux ! Quel est le titre, vénérable seigneur, de cet exposé du Dharma ? » Et le Bouddha de répondre: « Ānanda, tu peux te souvenir de cet exposé du Dharma comme le Filet du Bien, comme le Filet du Dharma, comme le Filet Suprême, comme le Filet des Vues. Tu peux aussi t'en souvenir comme l'Incomparable Victoire dans la Bataille. »
Pour la recherche sur le bouddhisme, ce texte est une source importante de connaissance des théories philosophiques qui avaient cours aux premiers temps du bouddhisme.

### Liste des 62 vues fausses
Les vues 1 à 4 sont éternalistes, 5 à 8 semi-éternalistes. Les vues 9 à 12 sont une spéculation sur la nature de l'univers. Les vues 13 à 16 sont celles de l'agnosticisme irrationnel. Les vues 17 et 18 nient la causalité. Les vues 19 à 50 affirment que le soi continue à exister après la mort, avec les différences que : la perception continue après la mort (vues 19 à 34), elle disparaît après la mort (vues 35 à 42), après la mort il n'y a ni perception ni non-perception (vues 43 à 50). Les vues 51 à 57 sont nihilistes. Les vues 58 à 62 correspondent à des façons erronées d'atteindre l'Absolu dans cette vie.
- 1 à 4 : le soi et le monde sont éternels.
- 5 : il y a un créateur, « permanent, stable, éternel », « père de tout ce qui a été et qui sera », mais ses créatures sont mortelles.
- 6 et 7 : il y a des dieux (« dévas ») « permanents, stables, éternels » mais les hommes sont mortels.
- 8 : le corps est « impermanent, instable, non éternel » mais la pensée, ou l'esprit, ou la conscience, est « un soi qui est permanent, stable, éternel ».
- 9 : « ce monde est fini et contenu dans un cercle ».
- 10 : « le monde est infini et sans aucune limite ».
- 11 : « le monde est à la fois fini et infini ».
- 12 : « le monde n'est ni fini, ni infini ».
- 13 à 16 : quand on ne sait pas si une chose est bonne ou mauvaise, on s'en tire « à l'aide d'arguments évasifs » pour ne pas prendre parti.
- 17 et 18 : « le soi et le monde viennent à l'existence par hasard ». On peut passer de l'état de non-existence à l'état d'existence. « Le soi et le monde viennent à l'existence par hasard, sans cause ».
- 19 à 34 : le soi après la mort est conscient, non-sujet au déclin, et : matériel, immatériel, à la fois matériel et immatériel, ni matériel ni immatériel, fini, infini, les deux, aucun des deux, expérimentant un état de conscience unique, plusieurs états de conscience, des états de conscience limités, des états de conscience illimités, totalement heureux, totalement malheureux, les deux, aucun des deux.
- 35 à 42 : le soi après la mort est inconscient, non sujet au déclin, et : matériel, immatériel, à la fois matériel et immatériel, ni matériel ni immatériel, fini, infini, les deux, aucun des deux.
- 43 à 50 : le soi après la mort est ni conscient ni inconscient, non sujet au déclin, et : matériel, immatériel, à la fois matériel et immatériel, ni matériel ni immatériel, fini, infini, les deux, aucun des deux.
- 51 à 57 : le soi est détruit à la dissolution du corps.
- 58 à 62 : le soi a réalisé le nirvāna en la jouissance d'une des cinq cordes sensuelles, ou le réalise dans un des quatre dhyānas.

## Contexte historique
Le point de vue du Bouddha, qui n'est ni éternaliste, ni nihiliste, ni fataliste, ni agnostique, ni théiste, s'oppose dans ce sutta à celui des « grands maîtres » philosophiques rivaux de l'époque, qu'un autre sutta, le Samaññaphala Sutta (« Les fruits de la vie contemplative »), répertorie, et contre lesquels le Brahmajālasutta est dirigé :
- Purana Kassapa : théorie de la contingence qui nie la rétribution des actes, tout se produisant de façon accidentelle (adhiccasamuppana-vāda)
- Makkhali Gosala : fatalisme, la moralité des actes ne compte pas, les êtres s'améliorent automatiquement jusqu'à être libérés (niyati-vāda)
- Ajita Kesakambalin : nihilisme (ou matérialisme), la valeur des actes est niée, l'existence de l'individu se termine avec sa mort (ucceda-vāda)
- Pakudha Kaccayana : éternalisme, l'être humain est composé de sept éléments qui existent éternellement (sassata-vāda)
- Sañjaya Belatthaputta : agnosticisme, les questions ultimes ne trouvent pas d'explication définitive (ajñeya-vāda)
- Nigantha Nataputta (qui est le Mahāvīra du jaïnisme) : théorie d'un principe vital éternel, le jîva.

Le théisme (issara-nimmana-vada), selon lequel le monde est la création d'un être suprême, était également professé par plusieurs maîtres brahmanes (Pokkarasati, Tarukkha), qui enseignaient l'union avec Brahma. Le Tevijja Sutta réfute ce point de vue en qualifiant ces maîtres d'aveugles qui mènent des aveugles, « capables de montrer la voie de l'union avec quelqu'un dont ils ne savent rien et qu'ils n'ont pas vu ». Le Tittha Sutta affirme de même que « le fait de croire en la création du monde par un être suprême » conduit à un manque d’effort dans la pratique et à l’inaction.

#### Traductions
- (pi + fr) Jules Bloch, Jean Filliozat, Louis Renou, Canon bouddhique pāli. Suttapitaka Dighanikaya, Paris, Adrien Maisonneuve, 1989 (1re éd. 1949), 200 p. (ISBN 978-2-720-00218-2, lire en ligne), p. 1-40
- (en) « Brahmajāla Sutta », sur suttacentral.net (consulté le 15 décembre 2023)

#### Études
- (en) Bhikkhu Bodhi, The Discourse on the All-Embracing Net of Views : The Brahmajâla Sutta and its Commentaries, Kandy, BPS Pariyatti Editions, 2007 (1re éd. 1978), xvi + 351 p. (ISBN 978-1-681-72745-5, lire en ligne)